# Ferdinand Geldner
Ferdinand Geldner (* 8. Januar 1902 in Horsdorf bei Staffelstein, Oberfranken; † 7. August 1989) war ein deutscher Bibliothekar, Buchhistoriker und Einbandforscher.

## Werdegang
Geldner studierte ab 1922 Germanistik, Geschichte und Geographie in Freiburg, Leipzig und München und legte 1927 das Zweite Staatsexamen für das Lehramt ab. 1928 kam er als Referendar an die Bayerische Staatsbibliothek, noch im gleichen Jahr promovierte er bei Hermann Oncken, 1929 legte er die Fachprüfung für den höheren Bibliotheksdienst ab.
Von 1930 an war er an der Pfälzischen Landesbibliothek Speyer tätig, kehrte dann aber wieder an die Bayerische Staatsbibliothek zurück. Im Zweiten Weltkrieg leistete er Wehrdienst und geriet in Gefangenschaft. Von 1946 bis 1951 war er an der Staatsbibliothek Bamberg tätig. Ertrag seiner Bamberger Zeit sind seine Studien zur Buchdruckerkunst im alten Bamberg und zu den Lederschnittbänden aus Bamberger und Nürnberger Beständen. 1951 kehrte er abermals an die Bayerische Staatsbibliothek zurück, wo er von 1965 bis zu seiner Pensionierung 1967 Direktor der Handschriften- und Inkunabelabteilung war.
Während seiner Tätigkeit an der Bayerischen Staatsbibliothek fertigte er eine umfangreiche Sammlung von Einbanddurchreibungen an, die in der Einbanddatenbank systematisch erschlossen und im Internet zur Verfügung gestellt wird.

## Ehrungen
- 1978: Verdienstkreuz 1. Klasse der Bundesrepublik Deutschland[3]
- Im Lichtenfelser Ortsteil Klosterlangheim ist eine Straße nach ihm benannt[4], da er sowohl eine Monographie über das ehemalige Zisterzienserkloster geschrieben als auch das um 1390 angelegte Urbar des Klosters veröffentlicht hat.

## Schriften
- Die Staatsauffassung und Fürstenlehre des Erasmus von Rotterdam (= Historische Studien, Bd. 191). Ebering, Berlin 1930 (Dissertation Universität München) (Reprint 1965).

- Ein unbeachteter Einblattdruck der Type der sechsunddreissigzeiligen Bibel in der Universitätsbibliothek München. In: Zentralblatt für Bibliothekswesen, 57 (1940), S. 278–292.
- Das älteste Urbar des Cistercienserklosters Langheim (um 1390). Schöningh, Würzburg 1952.
- Bamberger und Nürnberger Lederschnittbände. Festgabe der Bayerischen Staatsbibliothek für Karl Schottenloher. Mit einer Bibliographie der Veröffentlichungen Karl Schottenlohers von Otto Schottenloher. Zink, München 1953.
- Bucheinbände aus elf Jahrhunderten. Bayerische Staatsbibliothek 1558–1958. Bruckmann, München 1958.
- Die Buchdruckerkunst im alten Bamberg 1458/59 bis 1519. Meisenbach, Bamberg 1964.
- Das Rechnungsbuch des Speyrer Druckherrn, Verlegers und Großbuchhändlers Peter Drach. In: AGB. 5, 1964, Sp. 1–196.
- Langheim. Wirken und Schicksal eines fränkischen Zisterzienser-Klosters (= Die Plassenburg, Bd. 25). Freunde der Plassenburg, Kulmbach 1966 (2. Aufl. 1990).
- Die deutschen Inkunabeldrucker. Ein Handbuch der deutschen Buchdrucker des XV. Jahrhunderts nach Druckorten. 2 Bände. Hiersemann, Stuttgart 1968–1970.
- Konradin, das Opfer eines großen Traumes. Größe, Schuld und Tragik der Hohenstaufen. Meisenbach, Bamberg 1970, ISBN 3-87525-001-X.
- Neue Beiträge zur Geschichte der "alten Babenberger" (= Bamberger Studien zur fränkischen und deutschen Geschichte, Bd. 1). Meisenbach, Bamberg 1971, ISBN 3-87525-023-0.
- Tatsachen und Probleme der Vor- und Frühgeschichte des Hochstifts Bamberg (=  Bamberger Studien zur fränkischen und deutschen Geschichte, Bd. 2). Meisenbach, Bamberg 1973, ISBN 3-87525-025-7.
- Der Türkenkalender. „Eyn manung der cristenheit widder die durken“. Mainz 1454. Das älteste vollständig erhaltene gedruckte Buch, Rar. 1 der Bayerischen Staatsbibliothek. In Faksimile hrsg. Reichert, Wiesbaden 1975.
- Inkunabelkunde. Eine Einführung in die Welt des frühesten Buchdrucks. Reichert, Wiesbaden 1978 (= Elemente des Buch- und Bibliothekswesens. Band 5).